# Патриція Локвуд
Патриція Локвуд англ. (Patricia Lockwood; нар. 27 квітня 1982) — американська поетеса, романістка й есеїстка. Розпочавши кар’єру в поезії, вона видала, серед іншого, збірку "Motherland Fatherland Homelandsexuals", яку було внесено до списку видатних книжок New York Times 2014 року. Пізніші прозові твори набули більшого розголосу і скандальної репутації. Вона є лауреаткою кількох премій: мемуари "Priestdaddy" 2017 року отримали премію Тербера за американський гумор, а  дебютний роман 2021 року «Про таке не говорять» отримав премію Ділана Томаса. Окрім письменницької діяльності, з 2019 року вона є редакторкою-дописувачкою London Review of Books.
Її творчість вирізняється жанровою різноманітністю. «Ваша робота може набути форми, яку люди створять для вас», — сказала вона в інтерв’ю для Slate 2020 року. «Або ви можете спробувати зламати цю форму». 2022 року вона здобула нагороду Мортона Довена Забела Американської академії мистецтв і літератури за внесок у сферу експериментального письма.
Локвуд — єдина письменниця, і художні і публіцистичні твори якої The New York Times обрали до 10 найкращих книжок року. Чотири роки — це ще й рекордно короткий проміжок між повторними появами у цьому списку.
Kirkus Reviews назвав її «нашим провідником, щоб вийти за межі сприйняття Інтернету як речі, що стоїть окремо від реального життя та справжнього мистецтва», а Garden Gun — «богинею авангарду».

## Дитинство та освіта
Локвуд народилася у Форт-Вейні, Індіана. У неї четверо братів і сестер. Її батько Ґреґ Локвуд пізнав релігію, коли служив моряком на атомному підводному човні під час холодної війни. Його навернення спочатку привело його до лютеранської церкви, потім до обов'язків священника і, нарешті, до римо-католицизму. 1984 року він попросив висвячення як одруженого католицького священника у тодішнього архієпископа Сент-Луїса Джона Л. Мея відповідно до спеціального пастирського положення, виданого Папою Іваном Павлом II 1980 року. Таким чином, Локвуд мала рідкісний досвід зростання в католицькому приході, бувши частиною традиційної американської нуклеарної сім’ї, але з батьком-священником. Локвуд виросла у Сент-Луїсі, Міссурі та Цинциннаті, Огайо, навчалася там у парафіяльних школах, але ніколи не навчалася у коледжі. Вона є випускницею YoungArts 2000 року.

## Кар'єра
2011 року Локвуд приєдналася до Twitter і привернула там увагу своєю комічністю та поетикою, зокрема іронічною формою «sext», яку вона створила, своїм зв’язком із рухом Weird Twitter і її відданими прихильниками. The Atlantic вніс Локвуд до списку «Найкращих твітів всіх часів», де вона стала єдиною авторкою, представленою двічі. У відповідь на популярний твіт Локвуд «.@parisreview Тож Париж — це добре чи ні», The Paris Review двічі публікував огляди Парижа.
2012 року видавництво Octopus Books видало першу поетичну збірку Локвуд Balloon Pop Outlaw Black. Chicago Tribune високо оцінила твір за його «дикий інтелект». Ця збірка ввійшла до списків на кінець року The New Yorker і Pitchfork і стала однією з найбільш продаваних інді-поетичних назв усіх часів. Її обкладинка містить оригінальний твір карикатуристки Лізи Ганавалт.
У липні 2013 року вебсайт The Awl опублікував прозовий вірш Локвуд «Жарт про зґвалтування» (англ. Rape Joke), який швидко став вірусною сенсацією. Вірш розвиває особистий досвід Локвуд у віці 19 років у ширший коментар до культури зґвалтувань. The Guardian писав, що вірш «випадково знову пробудив інтерес покоління до поезії». Фонд поезії оголосив вірш «всесвітньо відомим». Вірш обрали для випуску серії «Найкраща американська поезія» 2014 року та відзначили призом Pushcart. Відтоді його переклали понад 20 мовами.
2014 року видавництво Penguin Books видало другу поетичну збірку Локвуд, "Motherland Fatherland Homelandsexuals". Обкладинка книжки містить більше оригінальних художніх робіт Ганавалт. Критик The New York Times Двайт Ґарнер похвалив книжку за її «незабутні, мрійливі деталі». Стефані Берт, яка писала для The New York Times Book Review, похвалила його як «одночасно сердитіший, веселіший, більш пристосований до нашого часу та дивніший, ніж більшість віршів». The Stranger назвав збірку Motherland Fatherland Homelandsexuals «першою справжньою поетичною книжкою, яка вийшла у XXI столітті». Журнал Rolling Stone вніс Локвуд та книжку до свого списку найпопулярніших у 2014 році, а The New York Times назвала її видатною книжкою.
У травні 2017 року видавництво Riverhead Books опублікувало мемуари Локвуд «Priestdaddy». У книжці, яку The New York Times назвав «електричною», а The Washington Post «чудовою», розповідається про її повернення в дорослому віці, щоб жити в будинку її батька-священника, і стосується питань сім’ї, віри, приналежності та особистості. У липні 2017 року Imagine Entertainment оголосила, що вибрала мемуари "Priestdaddy" для розроблення мінісеріалу. Мемуари назвали однією з 10 найкращих книжок 2017 року за версією The New York Times Book Review, однією з найкращих книжок року за версією The Washington Post, The Boston Globe, Chicago Tribune, The Sunday Times, The Guardian, The New Yorker, The Atlantic, New York, Elle, NPR, Amazon, Publishers Weekly тощо. Вони стали фіналістом премії Кіркус та отримали премію Тербера за американський гумор 2018 року. 2019 року The Times внесла книгу до списку «50 найкращих мемуарів за останні 50 років», а The Guardian назвав її однією зі 100 найкращих книг XXI століття.
У лютому 2021 року видавництво Riverhead також видало дебютний роман Локвуд «Про таке не говорять». Він одночасно вийшов у видавництві Bloomsbury у Великій Британії. У книжці розповідається про взаємодію неназваної героїні з віртуальною платформою під назвою «портал». Локвуд визнала, що велика частина другої частини роману «Про таке не говорять» була натхненна реальними подіями навколо її племінниці Лени, першої людини, у якої внутрішньоутробно діагностували синдром Протея. Пишучи для The New York Review of Books, Клер Віллс похвалила роман як «хитромудрого спадкоємця соціально-літературного стилю Остін — роман спостереження, переплетений зі спогадами про сімейну кризу та написаний як вірш у прозі, насичений метафорами». У The Wall Street Journal Емілі Бобров назвала роман «хитрим» та «інтимним і зворушливим портретом любові та горя». Вона отримала премію Ділана Томаса 2022 року, увійшла до короткого списку Букерівської премії 2021 року та була однією з 10 найкращих книжок 2021 року за версією New York Times. 2024 року The Atlantic вніс роман «Про таке не говорять» до свого списку «Великих американських романів».
Есе та літературна критика Локвуд, особливо в London Review of Books, були зібрані в серії The Best American Essays і знайомили з творами таких авторів, як Вірджинія Вульф, Джоан Дідіон і Рейчел Інґоллс. The New Yorker назвав Локвуд «чарівною рецензенткою», а The Paris Review відзначив її як «культурну критикиню на піку своїх сил». Відзначаючи її «витончене мислення» та «комедію з метою», Ваятт Мейсон з The New York Times зробив висновок: «Ніщо не змусить вас читати літературну критику», якщо вже цього не зробить Локвуд.

## Особисте життя
Локвуд одружена з Джейсоном Кендаллом, «журналістом, дизайнером і редактором». «Вона вийшла заміж у 21 рік, майже ніколи не працювала і, за її словами, здається, прожила своє доросле життя у стилі Пруста, пишучи годинами щодня за своїм "за столом-ліжком"» згідно з профілем у журналі The New York Times.
У Локвуд і її чоловіка є три кішки, на ім'я Мієтт, Фенріз і Джиллі. Локвуд заразилася COVID-19 у березні 2020 року, і станом на лютий 2021 року все ще жила із постковідним синдромом.

## Нагороди та номінації
| Рік  | Назва                | Нагорода                                             | Категорія                | Результат          | Прим.  |
| ---- | -------------------- | ---------------------------------------------------- | ------------------------ | ------------------ | ------ |
| 2015 | Rape Joke            | Pushcart Prize                                       | —                        | Збірка             | [ 26 ] |
| 2017 | Priestdaddy          | Goodreads Choice Award                               | Мемуари та автобіографії | Номіновано у 20-ці | [ 49 ] |
| 2017 | Priestdaddy          | Kirkus Prize                                         | —                        | У шорт-листі       | [ 50 ] |
| 2018 | Priestdaddy          | Премія імені Тербера за американський гумор          | —                        | Перемога           | [ 51 ] |
| 2021 | Про таке не говорять | Букерівська премія                                   | —                        | Короткий список    | [ 52 ] |
| 2021 | Про таке не говорять | Премія Центру художньої літератури за дебютний роман | —                        | Короткий список    | [ 53 ] |
| 2021 | Про таке не говорять | Жіноча літературна премія                            | —                        | Короткий список    | [ 54 ] |
| 2022 | Про таке не говорять | Премія імені Ділана Томаса                           | —                        | Перемога           | [ 55 ] |
| 2022 | Про таке не говорять | Дублінська літературна премія                        | —                        | Довгий список      | [ 56 ] |

### Художня література
- Lockwood, Patricia (2021). Про таке не говорять. Riverhead Books. ISBN 9780593189580.
- Lockwood, Patricia (2025). Will There Ever Be Another You. Bloomsbury Publishing PLC. ISBN 9781526694980.

### Публіцистика
- Lockwood, Patricia (2017). Priestdaddy. Riverhead Books. ISBN 9781594633737.

### Поетичні збірки
- Lockwood, Patricia (2012). Balloon Pop Outlaw Black (вид. paperback). Octopus Books. ISBN 9780985118228.
- Lockwood, Patricia (2014). Motherland Fatherland Homelandsexuals (вид. paperback). Penguin Books. ISBN 9780141984865.
- Lockwood, Patricia; Michael Robbins; Timothy Thornton (2017). Penguin Modern Poets 2: Controlled Explosions: Michael Robbins, Patricia Lockwood, Timothy Thornton. Penguin Books.

## Переклади українською
2024 року у видавництві «Темпора» вийшов український переклад роману «Про таке не говорять». Перекладач — Максим Нестелєєв.